# 더 베이스볼스

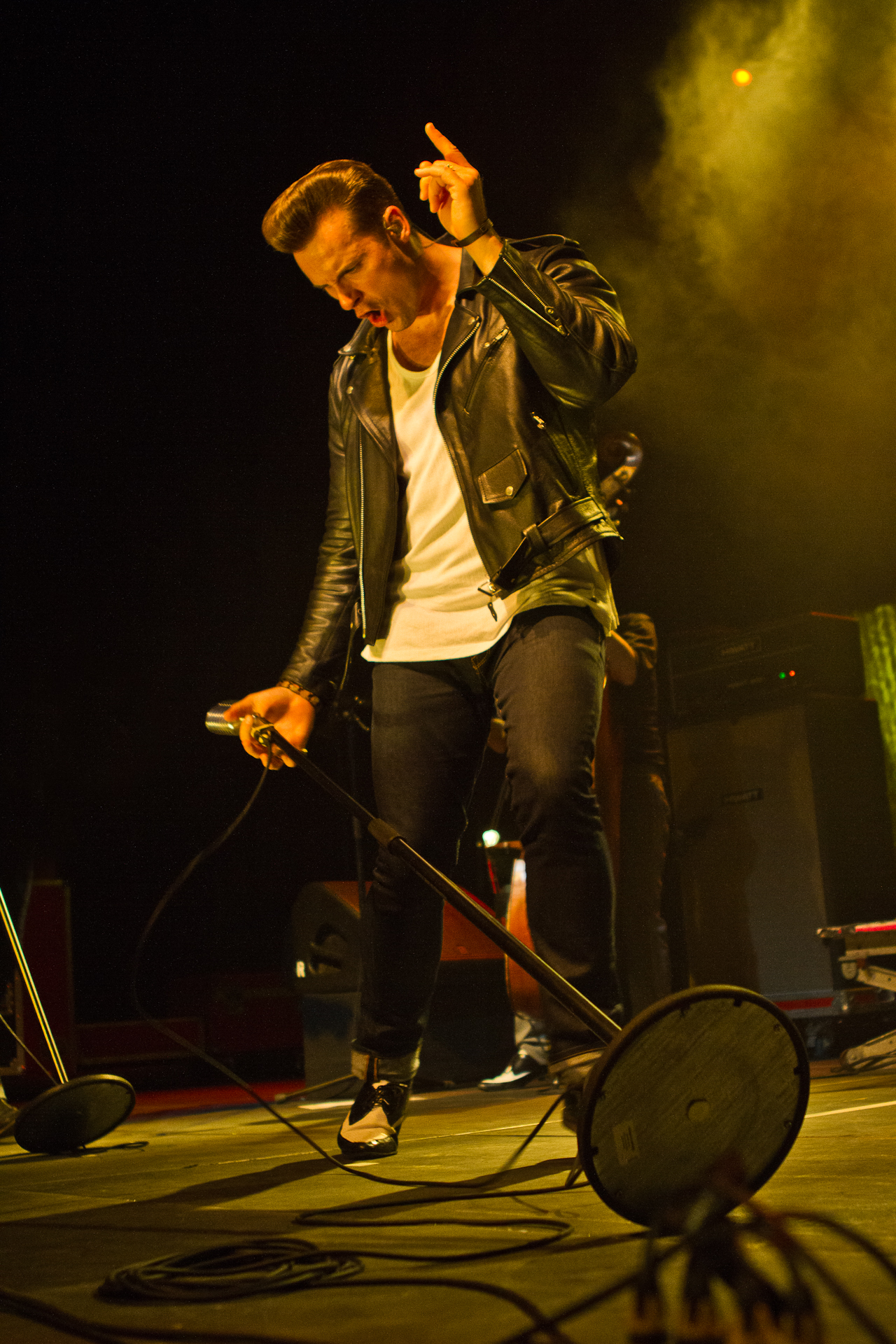
The Baseballs, E-Werk Köln

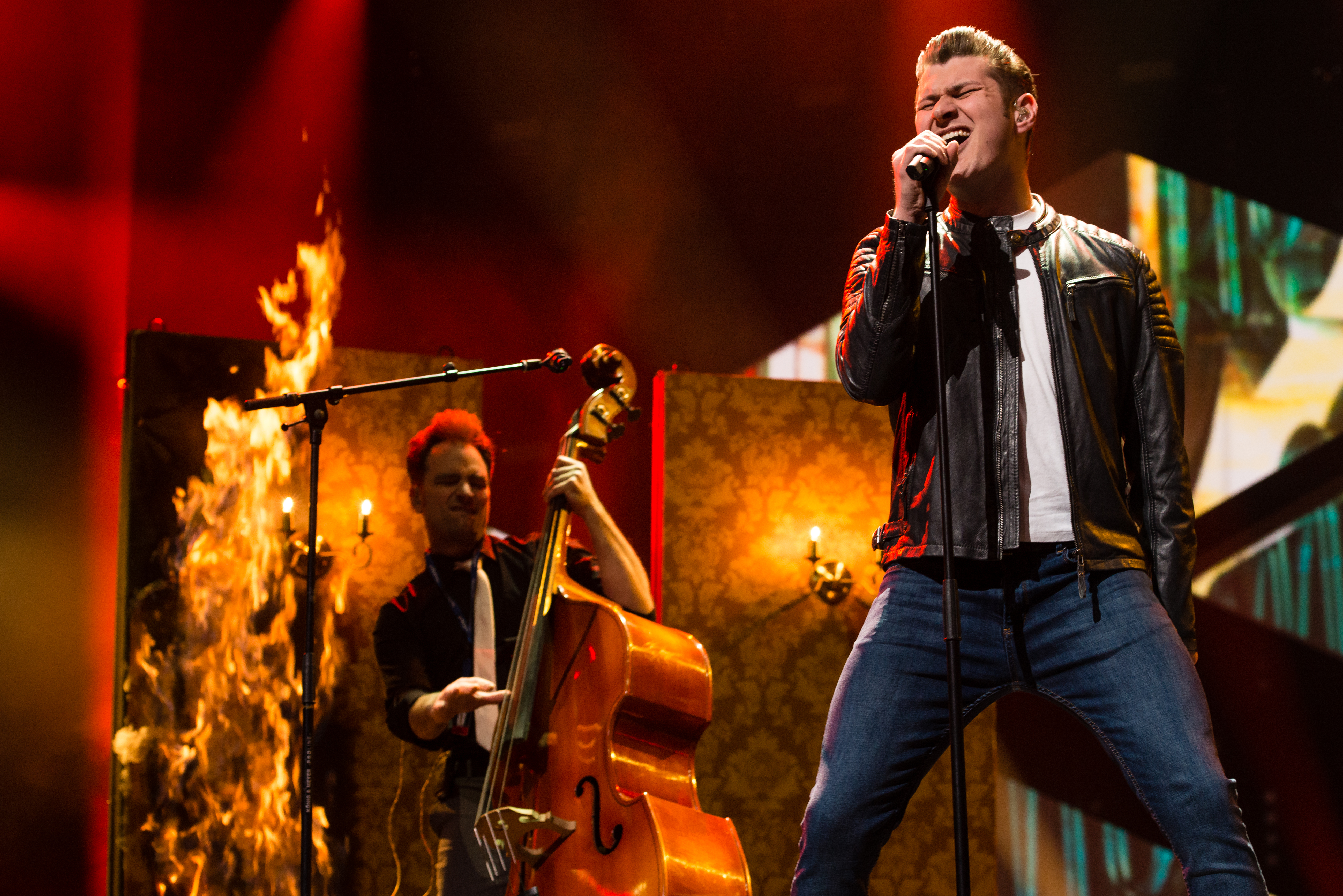
The Baseballs, 2014

더 베이스볼스(The Baseballs)는 2007년 베를린에서 시작한 독일의 록 밴드이다. 그들은 리한나의 "Umbrella"와 케이트 페리의 "Hot n Cold"와 같은 현대의 히트곡들의 록 커버 버전으로 유명해졌다. 그들의 "Umbrella" 버전은 독일, 스페인, 네덜란드, 벨기에, 핀란드, 아이슬란드, 오스트리아, 스위스, 스웨덴, 노르웨이에서 히트를 쳤고 모든 7개국의 차트에 들어갔다.
그들의 데뷔 음반인스트라이크!는 JMC 뮤직이 프로듀싱했다. 독일, 스위스, 오스트리아에서 2009년 5월에 발매되었고, 핀란드에서 같은해 10월, 스웨덴에서 같은해 12월, 노르웨이에서 2월에, 네덜란드에서 2010년 3월에 발매되었다. 오스트리아에서 15위, 독일에서 6위, 스위스와 네덜란드에서 2위, 핀란드에서 1위, 스웨덴과 노르웨이 음반 차트에서 1위를 기록했다. 영국에서 2010년 5월 17일에 리노 레코즈 UK에 의해 발매되었다.
밴드는 Strike! Back!이라는 음반을 2010년 재발매했다. 첫 싱글은 스노우 패트롤의 "Casing Cars"의 로커벌리 버전이다. 비디오는 1950년대 무도회를 특징으로 한다.
영국에서, 더 베이스볼스는 ITV1의 '더 데이빗 디킨슨 쇼'(The David Dickinson Show), '매직 넘버스'(Magic Numbers), '디스 모닝'(This Morning)에 출연한 바 있다. 아일랜드에서는 RTÉ의 '더 레이트 레이트 쇼'(The Late Late Show)에 출연했다. 오스트레일리아에서는 채널 9에서 '헤이 헤이 이츠 새터데이'(Hey Hey It's Saturday)에 출연했다. 뉴질랜드에서는 TVNZ의 '굿 모닝(Good Morning)에 출연했다.
이 밴드는 또한 전설적인 기타리스트 제프 벡의 "Emotion and Commotion" 투어 서막에 공연을 하기도 했다.